# Tajemství hradu v Karpatech
Tajemství hradu v Karpatech (txec: El castell misteriós dels Càrpats) és una pel·lícula de comèdia txeca del 1981 dirigida per Oldřich Lipský. Està basat en la novel·la de Jules Verne El castell dels Càrpats.

## Argument
L'acció té lloc al segle XIX. Seguint el consell del Dr. Blütwürst, el cantant d'òpera comte Teleke de Tölökö arriba a la ciutat de Vyšné Vlkodlaky, als Carpats, per recuperar-se dels nervis esgotats. Pateix la pèrdua de la seva estimada, una gran estrella de l'òpera. Resulta que està retinguda pel sinistre baró Gorc en un castell proper. Al mateix castell, un inventor boig experimenta amb un dispositiu sorprenent que transmet imatges en moviment i so a distància.

## Repartiment
- Michal Dočolomanský com el comte Teleke z Tölökö
- Jan Hartl com a Vilja Dézi
- Miloš Kopecký com el baró Robert Gorc de Gorcena
- Rudolf Hrušínský com a professor Orfanik
- Vlastimil Brodský com el majordom Ignác
- Jaroslava Kretschmerová com a Myriota
- Evelyna Steimarová com a Primadona Salsa Verde
- Augustín Kubáň com a Servant Zutro també conegut com Tóma Hluchoněmec
- Jan Skopeček com a Frik

## Producció
La pel·lícula marca la tercera i última col·laboració de Lipský amb el guionista Jiří Brdečka. Els accessoris van ser creats per l'artista Jan Švankmajer.

## Crítica
El Lexikon des internationalen Films va elogiar l'"(e)ntretinguda adaptació cinematogràfica d'una novel·la altament dramàtica de Jules Verne, que estableix agradables accents còmics i compensa algunes debilitats dramàtiques mitjançant la riquesa de la decoració i el mobiliari".